# Harmalin
Harmalin ist ein psychoaktives Indolalkaloid aus der Gruppe der Harman-Alkaloide. Es ist die reduzierte (hydrierte) Form des Harmins.

## Geschichte
Im Jahr 1841 wurde Harmalin aus der Steppenraute von Goebel isoliert. 1919 erfolgte durch Perkin Jr. (Sohn von W. H. Perkin) und Robinson ein Strukturvorschlag, der 1927 durch die erstmalige Synthese von Manske, Perkin und Robinson untermauert wurde. Im selben Jahr publizierte Hasenfratz eine verbesserte Extraktionsmethode für Harmalin.

## Vorkommen

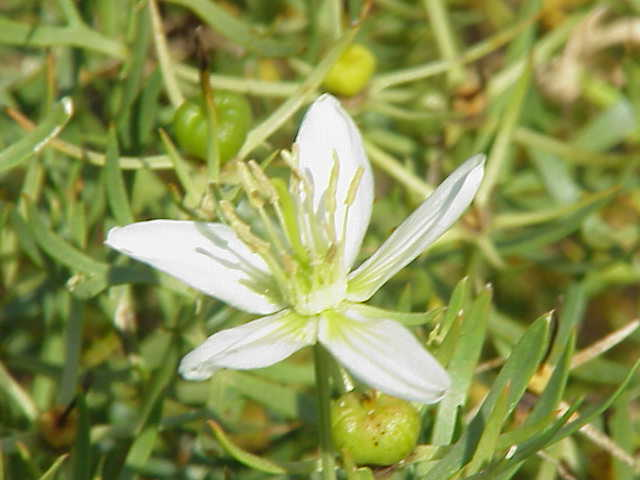
Steppenraute (Peganum harmala)

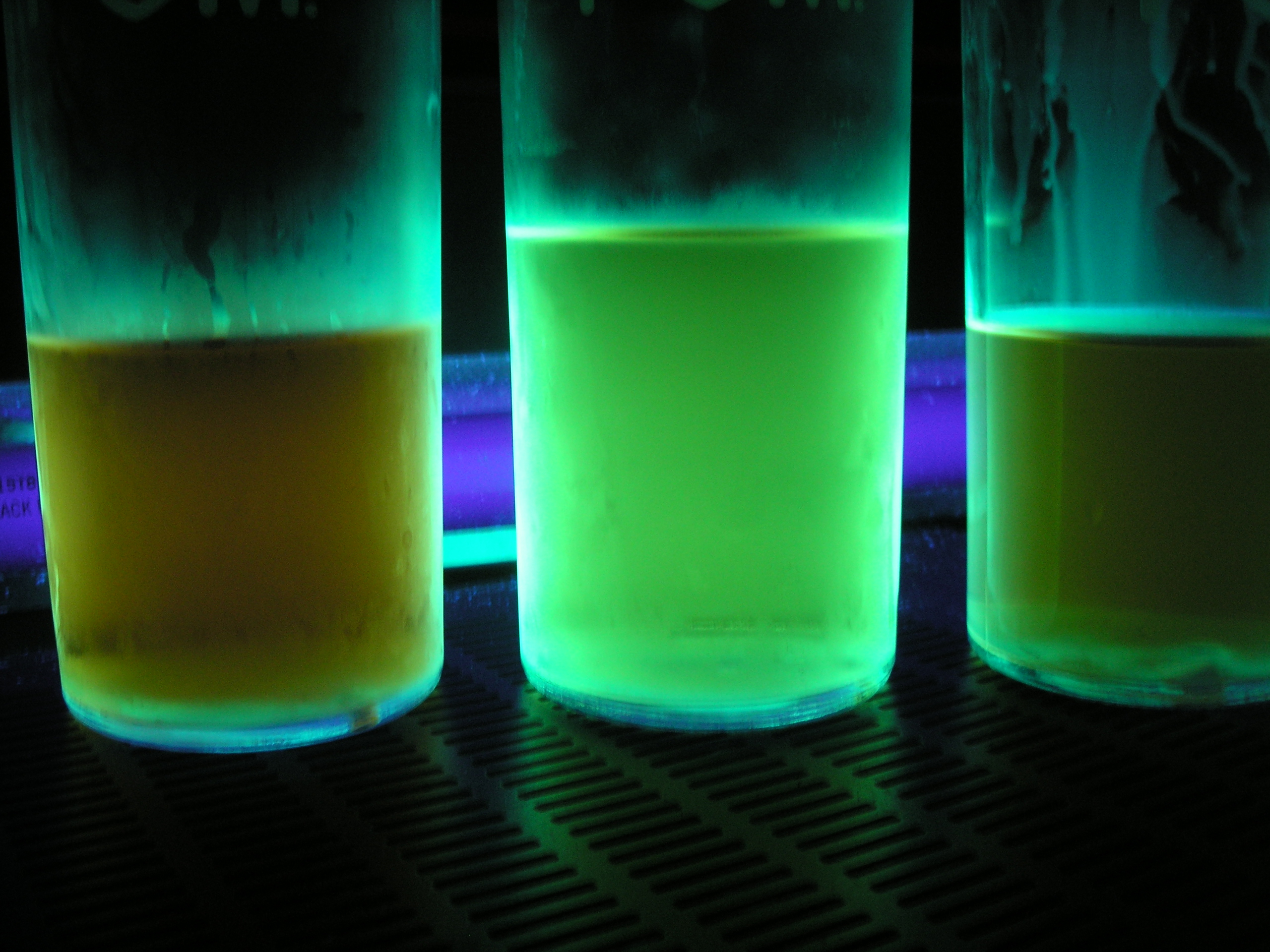
Harmalin und Harmin unter UV-Licht

Die Pflanzen Banisteriopsis caapi (eine Dschungelliane) und Peganum harmala (Steppenraute) sowie Ayahuasca enthalten Harmalin.

## Wirkung
Harmalin wirkt oneirogen (traumerzeugend) und bewirkt Ataxie. Von den Halluzinogenen unterscheidet es sich in seiner Pharmakologie deutlich. Harmalin ist ein reversibler Monoaminooxidase-Hemmer und kann die Wirkung mancher Drogen mitunter enorm bis unkontrollierbar steigern. Harmalin erzeugt keine körperliche oder psychische Abhängigkeit.